# Cavall fort (joc)
|  | Aquest article tracta sobre el joc del cavall fort. Vegeu-ne altres significats a «Cavall Fort». |

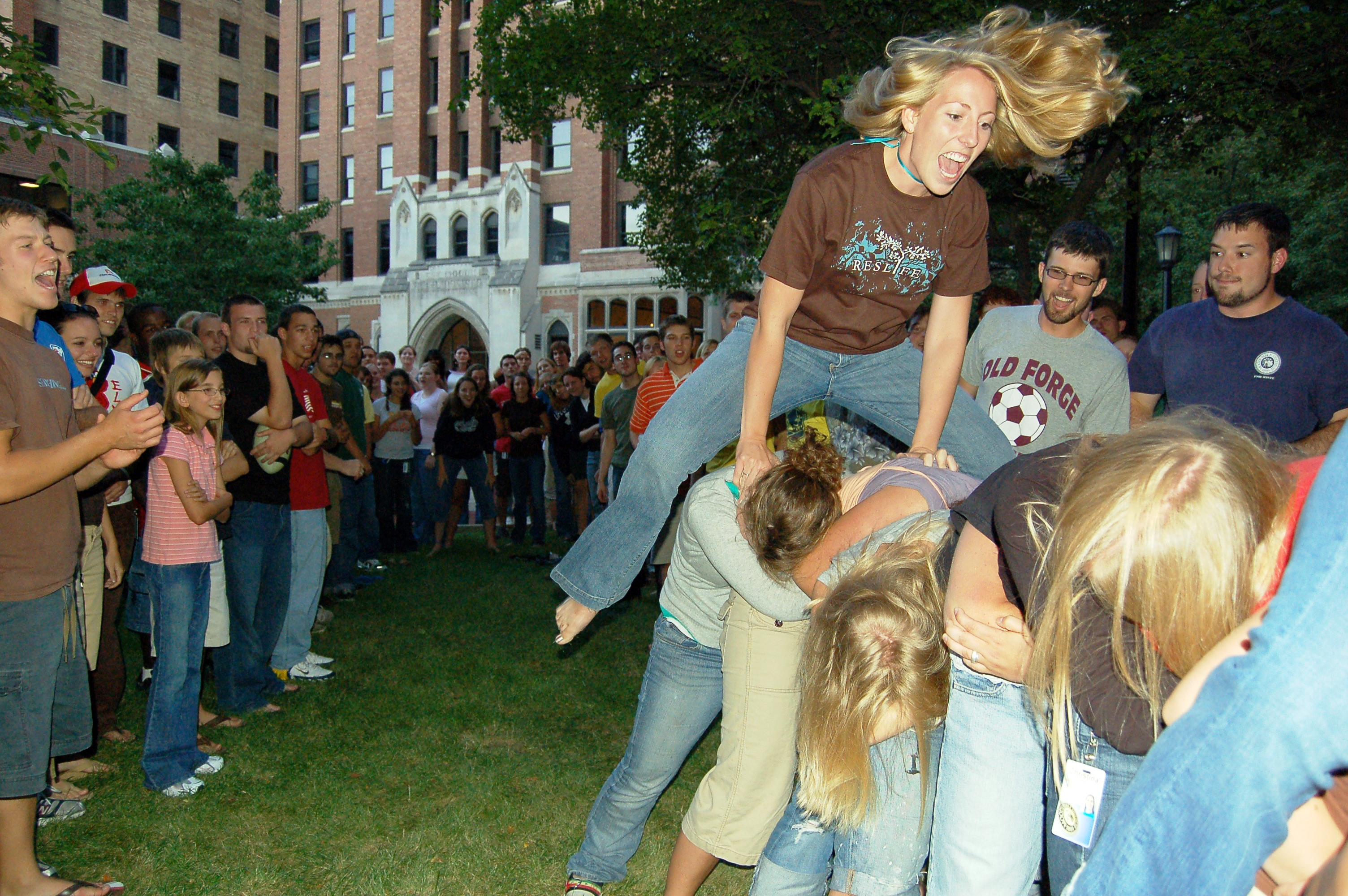
Estudiants de Chicago jugant al cavall fort

El cavall fort, o cavallfort, és un joc infantil en què un o uns quants es posen en filera, dempeus però amb el tronc inclinat, mentre un altre o uns altres hi salten per damunt. També es coneix com a fava, cavallbernat. Segons el Diccionari català–valencià–balear, a la Plana de Vic, s'anomena cavall Bernat i a Bagà, cavall de santifoc.

## Regles del joc
Els jugador formen dos equips i al principi sortegen quin equip para i quin salta; els qui perden el sorteig són els «cavallets» i es col·loquen en fila tots units entre si (drets, amb les cames separades, el tronc inclinat, de manera que l'esquena formi angle recte amb les cames i amb el cap entre les cames del company de davant) i enfront del jugador que controla el joc que es col·loca recolzat en una paret. Tots junts formen el «cavall fort».
L'equip que salta ha d'intentar fer-ho sobre les esquenes del cavall fort, saltant d'un en un; han d'estar separats del cavall fort per poder agafar embranzida i enfilar-s'hi. El primer que salta ha de col·locar-se ben endavant, a prop del jugador de l'altre equip que recolza en la paret, perquè hi hagi espai suficient perquè tot l'equip pugui enfilar-se damunt del cavall fort. Els saltadors no han de tocar el terra amb els peus i, si algun ho fa, l'equip que saltava passa a ocupar el lloc de l'altre i a formar el cavall fort.
El cavall fort ha d'aguantar el pes dels saltadors i si, en algun moment no pot fer-ho, han de tornar a començar els salts. Però si quan tots han saltat i qui controla el joc compta fins a onze i el cavall fort resisteix, el joc torna a començar amb els papers intercanviats.

## Noms del joc en altres llengües
- En anglès, Buck buck.
- En basc, Txorromorro
- En espanyol, Churro, media manga, mangotero, Burro bala, Caballo de bronce.
- En francès, Cheval fondu.